# Рисовый пудинг (Вьетнам)
Cơm rượu ([kəːm ʐɨə̌ˀw] ), также известный как рисовый пудинг — традиционный вьетнамский десерт из Южного Вьетнама, приготовленный из клейкого риса.
Чтобы приготовить рисовый пудинг, клейкий рис варят, смешивают с дрожжами и скатывают в маленькие шарики. Шарики подаются в слегка алкогольной молочно-белой жидкости, которая по сути является формой рисового вина, а также содержит небольшое количество сахара и соли. Блюдо едят ложкой.
В Северном Вьетнаме аналогичный десерт (более густой, без жидкости и не в форме шариков) называется rượu nếp .
В китайской кухне очень похожее блюдо, часто приправленное сладким османтусом, называется jiǔniàng (酒酿) или guìhuā jiǔniàng (桂花酒酿).